# Фрідріх Гейслер
Карл Людвіг Давид Фрідріх Гейслер (1 лютого 1866, Ділленбург — 25 жовтня 1947) — німецький гірничий інженер і хімік. Він відкрив особливу групу інтерметалідів, тепер відомих як Сплав Гейслера, які є феромагнітними, хоча складові елементи не є феромагнітними.

## Життєпис
Фрідріх Гейслер народився як син Конрада Гейслера, власника заводу з виробництва кольорових металів Isabellenhütte Dillenburg. Він навчався в Боннському та Берлінському університетах і отримав ступінь доктора філософії в 1887 році в Берліні. Після роботи в Геттінгенському університеті він пройшов габілітацію в Берліні 1894 року. У 1901 році він відкрив феромагнітні інтерметаліди, тепер відомі як Сплав Гейслера, і провів деякі дослідження у співпраці з Марбурзьким університетом. Через патентні суперечки результати були опубліковані до 1903 року. З 1902 року він був головою Isabellenhütte.